# 伊奈站
伊奈站（日语：／ Ina eki */?）是位於愛知縣豐川市伊奈町南山新田，名古屋鐵道（名鐵）的名古屋本線車站。車站編號為NH02。

## 概要
此站為急行停車站，部分特急和快速特急特別停車。在（快速）特急特別停車時段，急行會在此站或國府站折返。
此站的上下車人次不多，而鄰近的豐橋站由於與東海旅客鐵道飯田線路線共同使用同一路軌，因此名鐵線最多只可有毎小時6班列車通過。普通列車、臨時列車、團體專用列車、試運列車和不載客列車（必須來往豐橋站的不載客列車除外）全部會在此站折返。往豐橋方向的列車中，除了部分時段外，只設有毎小時2班的急行列車。

## 歷史
關於伊奈站啟用日期有各種說法。
愛知電氣鐵道（愛電）設有計劃把從岡崎伸延至豐橋（吉田）。最初愛電先把路線連接豐川鐵道的小坂井站，在該站轉乘至豐橋方向。隨後，愛電於1925年（大正14年）向鐵道省申請『下地岡崎之間走線變更設計，並申請建設豐川鐵道連接線的工程認可』，當中提及了「日语：」（大致意思是在小坂井村大字伊奈設立本公司（愛電）車站與設立分支點）。因此當時是有計劃建設伊奈站。在1926年（大正15年），岡崎至小坂井之間已經開通。隨後在1927年（昭和2年）6月1日，吉田方向也開通，伊奈站同時啟用。
在中，在1927年（昭和2年）6月1日於吉田方向開通時，設置了伊奈信號站，在同年9月1日升級為車站。在1927年（昭和2年）6月1日發行的愛電時間表中，記載了伊奈站是一個特急停車站。在《官報》於1927年6月11日號中，吉田方向開通通知，記載了「日语：」（伊奈（已經存在的車站））。因為有可能在吉田方向開通前，伊奈已經成為了車站。
另外，在豐橋方向開通時，小坂井方向的區間命名為小坂井線（後改稱小坂井支線）。該線作為往豐川方向的連接線，在豐川市內線全線開通時廢止。

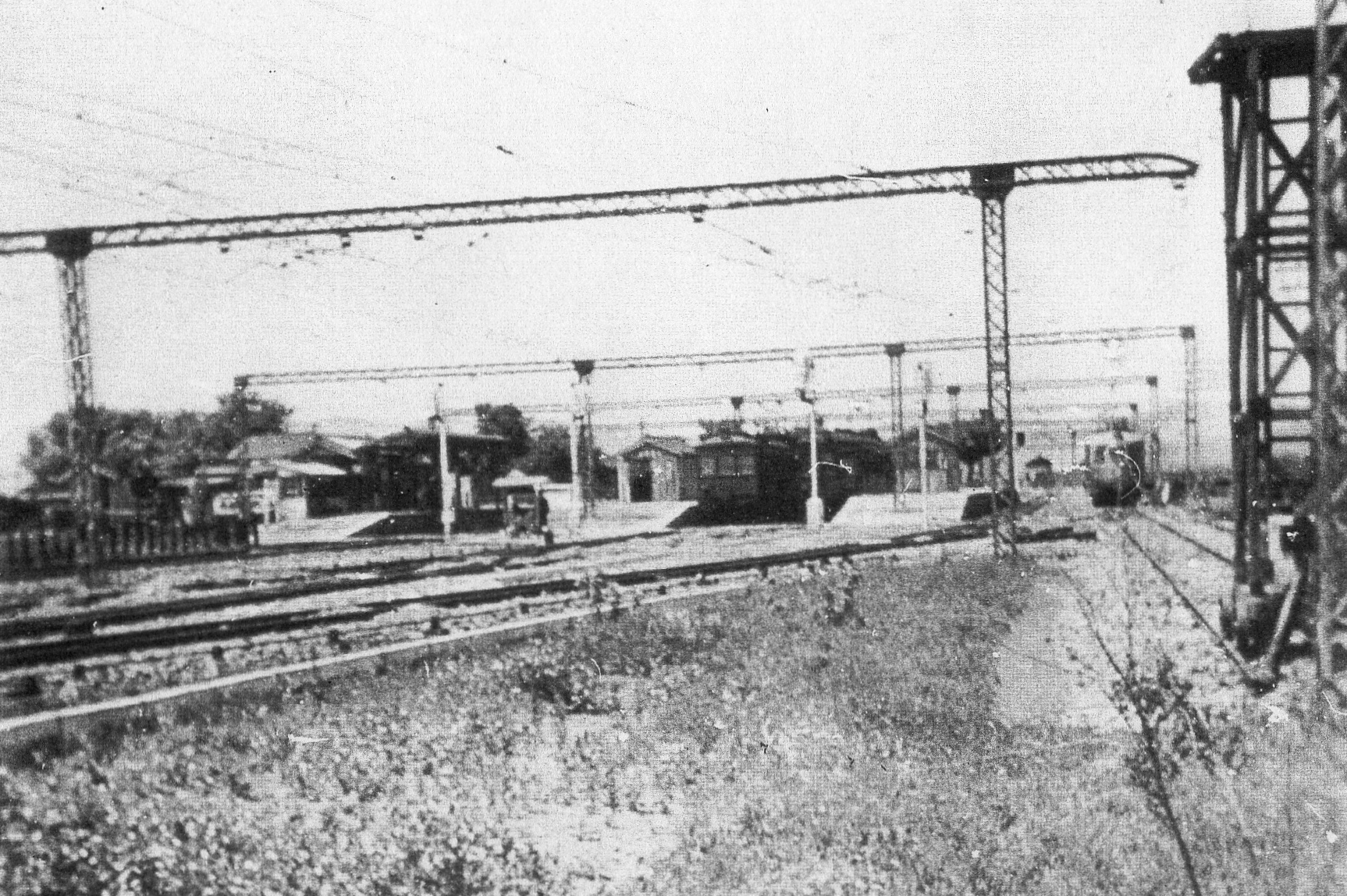
1940年的伊奈站

### 年表
- 1925年（大正14年）11月18日 - 愛知電氣鐵道（日语：愛知電気鉄道）申請建設小坂井村大字伊奈至小坂井之間的連接線工程。計劃加設伊奈停車場。
- 1926年（大正15年）4月1日 - 東岡崎至小坂井之間開業。
- 1927年（昭和2年）6月1日 - 伊奈至吉田之間開業。伊奈至小坂井之間為支線。當中與上述日期前後伊奈站啟用。
- 1954年（昭和29年）12月25日 - 小坂井支線廢止。
- 1974年（昭和49年）9月17日 - 名鐵實施白紙時間表修正，在日間出發和到達的列車中，本來由每小時1班的準急列車（停小田淵）增加至每小時2班的急行列車和每小時2班的普通列崔（當時來往豐橋的與在此站折返各有1班）。
- 1982年（昭和57年）3月21日 - 隨著本線特急增加班次，在日間的普通列車於此站折返。
- 1996年（平成8年）3月 - 設置跨站式站房，增加留置線。
- 2005年（平成17年）3月15日 - 車站可以使用交通儲值卡「Trans Pass（日语：トランパス (交通プリペイドカード)）」。
- 2011年（平成23年）2月11日 - 車站可以使用「manaca」IC卡。
- 2012年（平成24年）2月29日 - 交通儲值卡「Trans Pass」的服務終止，此站也不可使用其儲值卡。

### 配線的變遷
| ← 吉田（現時為豐橋）方向 | 小坂井支線配線略圖（1943年） | → 神宮前方向 |
|                          | ↓ 豐川方向                   |              |
| 图例 参考文献：          |                              |              |

| ← 豐橋站 小坂井站 (1954年廢止) | 伊奈站構內配線略圖 (1957年) | → 東岡崎、 新名古屋方向 |
| 图例 参考文献：                |                             |                         |

| ← 豐橋站        | 奈站構內配線略圖 (1993年) | → 東岡崎、 新名古屋方向 |
| 图例 参考文献： |                           |                         |

## 車站構造
此站設有2面3線的混合式月台，當中2號月台為單式月台，3、4號月台為島式月台。車站也設有跨站式站房，當中在引入Trans Pass時，設置了2台自動閘機。此站可使用IC卡「manaca」。
在未建造跨站式站房前，設有1至3號月台，在建造後才設有2至4號月台，因此現時沒有1號月台。由於為了確保下行副本線的用地，因此本來的1號月台需要撒走，現時變成為停車場（豐橋一方，部分土地尚未開發）。在未建造跨站式站房前，舊設有（舊）4、5號月台，只可容納短的列車並未鋪砌月台，在晩年只用作停泊車輛，不作為乘客上落車之用。現時車站設有5條留置線，當中最西邊的第1線可進入下行路軌。
此站曾經設有機械翻頁顯示牌，現時均更換至LED式顯示牌。在豐橋方面，除了早上和深夜的特急特別停車時段外，均以「急行 豐橋」顯示。
站內通過限速中，豐橋方向為100km/h，國府方向為110km/h至120km/h，與新清洲站的情況相似。此外，在改變配線之際，上行線在小田淵站至此站之間加設了閉塞信號機。
車站站所有廣播都是由車站職員以人聲廣播，沒有自動廣播系統。
| 月台 | 路線       | 上下行 | 方向                   | 備註                             |
| ---- | ---------- | ------ | ---------------------- | -------------------------------- |
| 2    | 名古屋本線 | 下行   | 東岡崎、名鐵名古屋方向 |                                  |
| 3    | 名古屋本線 | 上行   | 豐橋方向               |                                  |
| 4    | 名古屋本線 | 下行   | 東岡崎、名鐵名古屋方向 | 普通列車或在此站出發的急行等列車 |

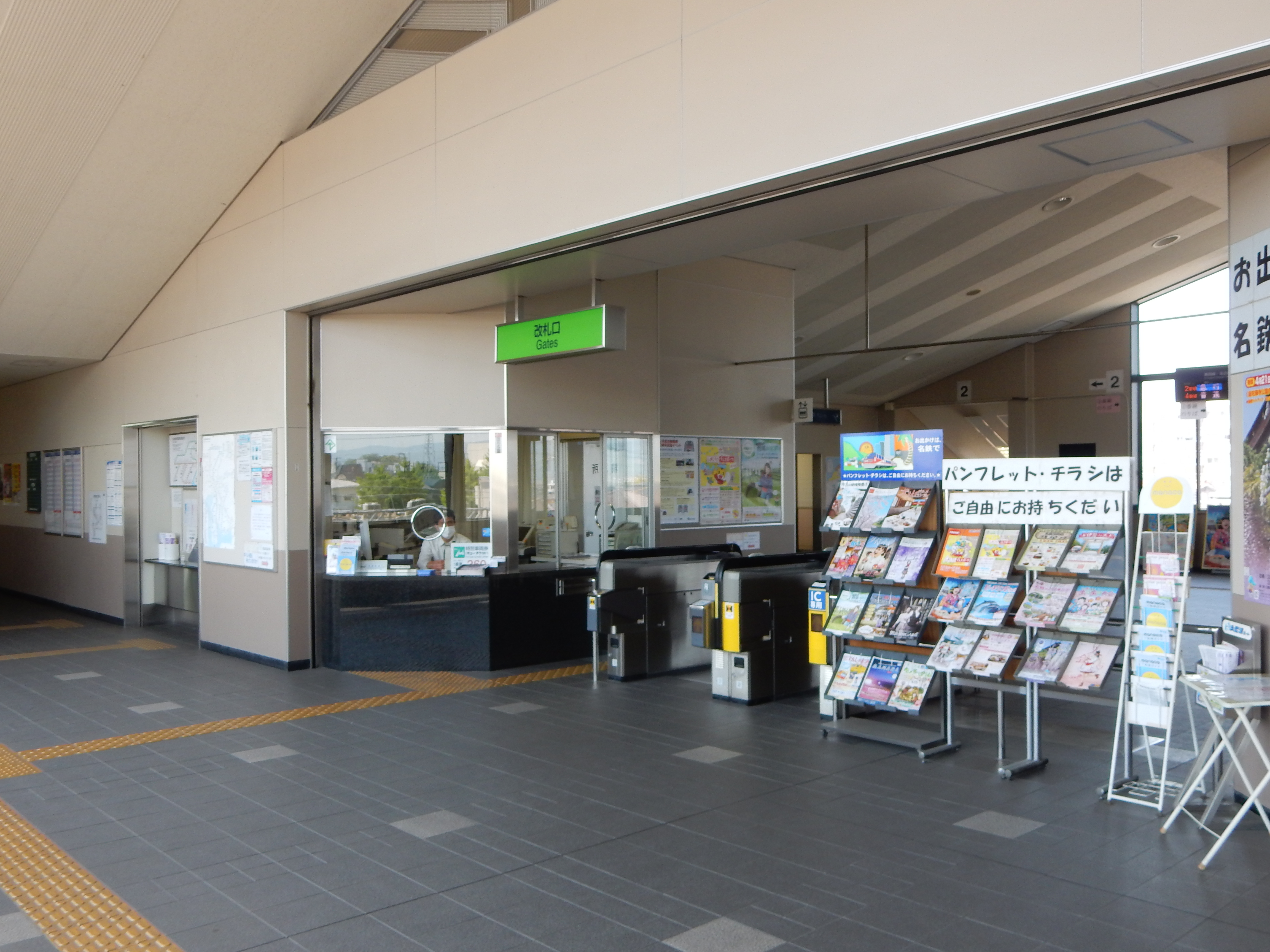
閘口（2018年4月）
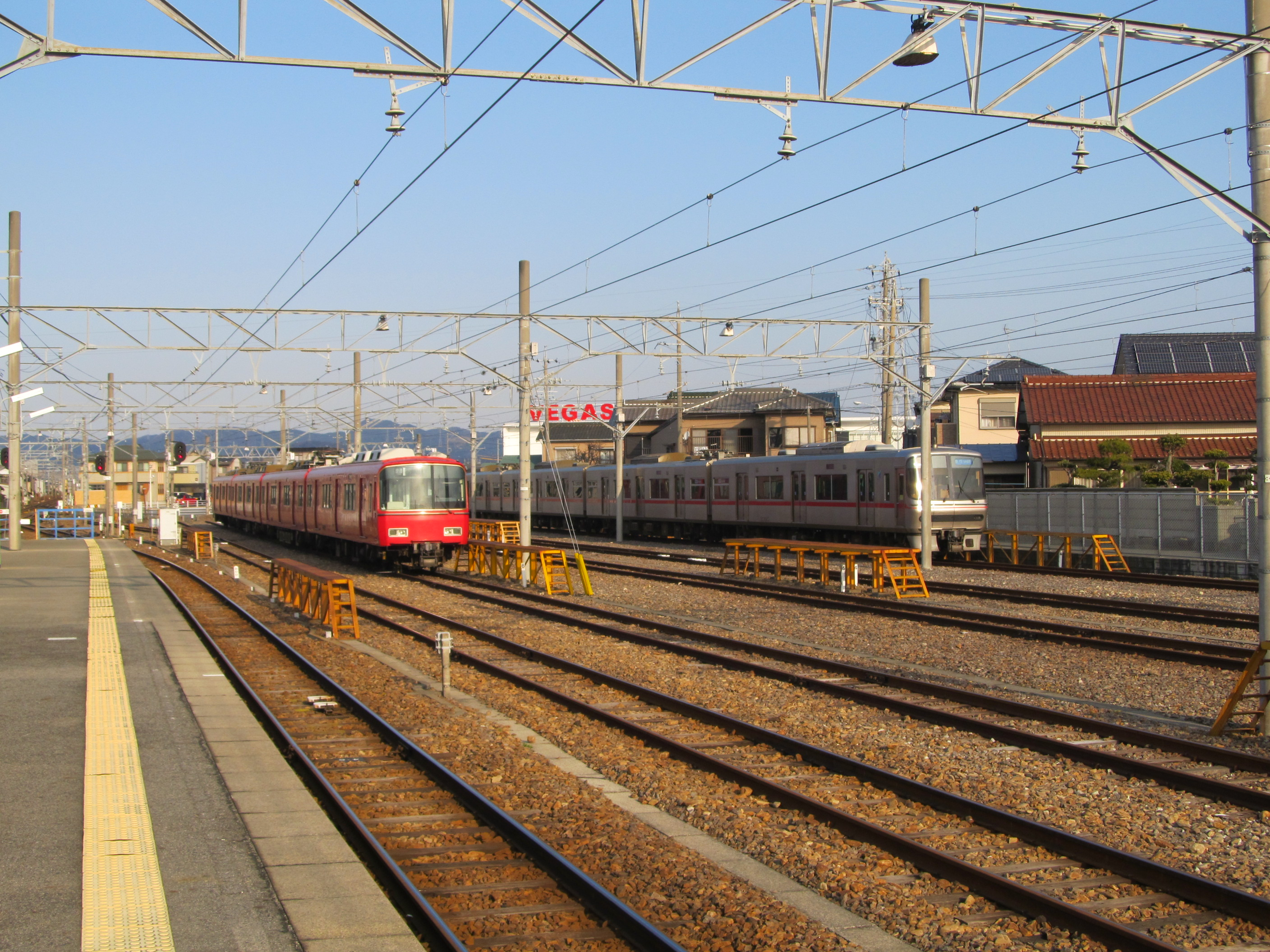
站內留置線
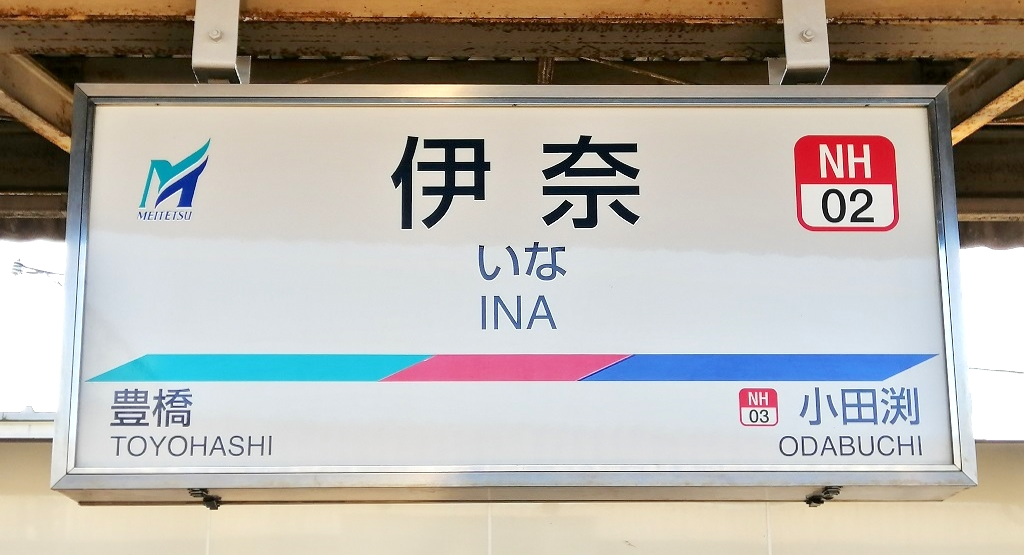
站名牌

### 配線圖
| ← 豐橋站                   | 名古屋鐵道 伊奈站 構內配線略圖 | → 東岡崎、 名古屋方向 |
| 图例 参考文献： 2009年現在 |                                |                       |

## 使用狀況
- 在中提及在2013年度，當時1日平均上下車人次為2,998人，為名鐵所有車站（275站）排名第142，名古屋本線（60站）中排名第38[13]。
- 在中提及在1992年度，當時1日平均上下車人次為3,472人，為除岐阜市內線均一車費區間內各站（岐阜市內線、田神線、美濃町線徹明町站至琴塚站之間）外名鐵所有車站（342站）中排名第126，名古屋本線（61站）排名第35[14]。
- 根據愛知縣統計資料，在1日平均乘車人次中，在2007年（平成19年）度為1,454人，在2008年（平成20年）度為1,466人。在愛知縣內名古屋本線的車站中排名（55站）第34。
- 根據豐崎市統計資料，在2017年度1日平均乘車人次為1,599人。以下為近年1日平均乘車人次列表：

| 年度   | 1日平均 乘車人次 |
| ------ | ---------------- |
| 2013年 | 1,499            |
| 2014年 | 1,466            |
| 2015年 | 1,514            |
| 2016年 | 1,560            |
| 2017年 | 1,599            |

## 時間表
在日間，來往豐橋站的急行列車與此站折返往名古屋方向的普通列車各每小時設有2班，每30分鐘一班互相停站。
在從此站出發的列車方面，設有特急列車前往名古屋方向（使用2200系+3100系或3150系，均8卡編成）。在早上繁忙時間，設有數班急行列車從此站出發，這些列車受制於豐橋出發班次限制而在從站出發。在晚上（於此站特急停車的時段），特急列車會以豐橋站為終點站，也設有以此站為終點站的數班急行列車。
在2006年4月29日修正中，首次設有以此站為終點站的特急班次。這些車本來在國府為終點站，在修正中延長至伊奈。此特急到達伊奈站後，會折返往名古屋方向。在2008年12月修正中，平日增加1班列車，使平日於伊奈為終點站的列車設有2班。當發生事故使名古屋本線的時間表發生混亂時，為了不影響JR時間表，通常前往豐橋的特急或急行會改以此站為臨時終點站（在這個情況下，設有東海道本線和飯田線的替代路線安排）。相反，當JR時間表混亂時，也會把通常前往豐橋的列車改以此站為臨時終點站（豐橋站由於由JR管轄，該站會優先讓JR使用。在此場合便沒有替代路線安排）。
在平日早上2班快速特急會於此站特別停車。

## 車站周邊
車站西側設有許多工廠。
- JR東海道本線西小坂井站
- JR飯田線小坂井站
- 愛知縣道384號小坂井御津線（日语：愛知県道384号小坂井御津線）
- 國道23號（豐橋繞道（日语：名豊道路）） 小坂井御津交流道
- 豐川市小坂井分所（前小坂井町政廳）
- 豐川市立小坂井中學（日语：豊川市立小坂井中学校）
- 豐川市立小坂井東小學（日语：豊川市立小坂井東小学校）
- Kagome小坂井工廠
- 日本TREX（日语：日本トレクス）總部 - 拖架、小貨車的製造和販賣
- 雪印惠乳業豐橋工廠
- 富士紡績（日语：富士紡績）（Fuji Bow）小坂井工廠
- 第二青山醫院
- Let's倶樂部 豐川小坂井
- 豐川信用金庫（日语：豊川信用金庫）小坂井分店
- 太陽花農協（日语：ひまわり農業協同組合）
  - 小坂井分店
  - Yasuragi會館小坂井

### 巴士
在西出口設有豐川市社區巴士Yuai之里小坂井線「伊奈站前萬樂」巴士站，該路線可前往JR西小坂井站、此站、市民醫院、市政廳、Gyogyo Land和Yuai之里。

## 相鄰車站
名古屋鐵道
 名古屋本線
□快速特急、■特急
通過
□快速特急（部分班次停車）、■特急（部分班次停車）、■急行
豐橋（NH01）－（平井信號站）－伊奈（NH02）－國府（NH04）
■準急
伊奈（NH02）－國府（NH04）
■普通
伊奈（NH02）－小田渕（NH03）

## 注腳

## 外部連結
- 伊奈 - 名古屋鐵道